# ISE 100
| ISE 100        | ISE 100                 |
| Stammdaten     | Stammdaten              |
| -------------- | ----------------------- |
| Staat          | Türkei                  |
| Börse          | Istanbul Stock Exchange |
| ISIN           | TRAIMKB00010            |
| WKN            | nicht bekannt           |
| Symbol         | IXX                     |
| RIC            | ^IXX                    |
| Bloomberg-Code | XU100 <INDEX>           |
| Kategorie      | Aktienindex             |
| Typ            | Kursindex               |
| Familie        | ISE                     |

Der ISE 100 oder ISE National 100 (auch İMKB-100 Index) ist der wichtigste türkische Aktienindex. Die Abkürzung ISE steht für Istanbul Stock Exchange.  Der ISE 100 gibt Auskunft über die Kursentwicklung der 100 größten und umsatzstärksten Unternehmen an der Istanbuler Börse. Er bildet damit das Marktsegment der türkischen Standardwerte ab und ist der Leitindex für den türkischen Aktienmarkt.

## Berechnung
Der ISE 100 ist ein Kursindex und enthält die 100 größten türkischen Werte nach Marktkapitalisierung gewichtet. Der Indexstand wird ausschließlich auf Grund der Aktienkurse ermittelt und nur um Erträge aus Bezugsrechten und Sonderzahlungen bereinigt. Dividendenzahlungen gehen nicht in die Berechnung des Index ein. Kapitalmaßnahmen wie Aktiensplits haben keinen (verzerrenden) Einfluss auf den Index. Die Berechnung wird während der ISE-Handelszeit von 9:30 Uhr bis 12:30 Uhr Ortszeit (8:30 Uhr bis 11:30 Uhr MEZ) und von 14:00 Uhr bis 17:30 Uhr Ortszeit (13:00 Uhr bis 16:30 Uhr MEZ) alle 60 Sekunden aktualisiert.
Das Anlageuniversum beinhaltet alle Unternehmen mit Sitz in der Türkei, die an der Istanbuler Börse gelistet sind. Zur Erstellung einer Auswahlliste werden die Unternehmen des Anlageuniversums nach der Marktkapitalisierung absteigend geordnet. Über die Zusammensetzung entscheidet das ISE Executive Council, das den Index auch quartalsweise (März, Juni, September, Dezember) überprüft und anpasst. Die höchsten Gewichtungen erreichen der Mobiltelefonanbieter Turkcell, die Akbank und Garantibank International.

## Geschichte

### Historischer Überblick

ISE 100: Entwicklung 1990–2017

Der ISE 100 wird seit dem 1. Januar 1986 berechnet. Die Indexbasis lag zunächst bei 100 Punkten. Mit Wirksamkeit zum 27. Dezember 1996 erfolgte ein Indexsplit im Verhältnis 100 zu 1. Damit wurde der Basiswert von 1986 auf 1 Punkt festgelegt.
Am 3. Januar 1997 schloss der türkische Leitindex mit 1.035,03 Punkten zum ersten Mal über der Grenze von 1.000 Punkten. Am 16. Juli 1998 beendete der ISE-100 den Handel bei 4.530,99 Punkten. Drei Monate später, am 8. Oktober 1998, schloss der Index bei 1.852,28 Punkten und damit 59,1 Prozent tiefer. In den folgenden 15 Monaten stieg der ISE-100 stark. Am 7. Dezember 1999 überwand er mit einem Schlussstand von 10.076.25 Punkten erstmals die 10.000-Punkte-Marke. Am 27. Dezember 1999 schloss der Aktienindex bei 19.577,27 Punkten. Seit Oktober 1998 beträgt der Gewinn 957,1 Prozent.
Nach dem Platzen der Spekulationsblase im Technologiesektor (Dotcom-Blase) fiel der Index bis zum 29. März 2001 auf einen Tiefststand von 7.159,66 Punkten. Das war ein Rückgang seit Dezember 1999 um 63,4 Prozent. Der 29. März 2001 bedeutet das Ende der Talfahrt. Ab Frühjahr 2001 begann der ISE-100 wieder zu steigen. Am 28. Dezember 2001 beendete er den Handel bei 13.782,76 Punkten und damit 92,5 Prozent höher. In den folgenden 6 Monaten sank der Index erneut. Am 26. Juni 2002 schloss er bei 8.627,42 Punkten. Das bedeutet seit Dezember 2001 ein Rückgang um 37,4 Prozent.
In den kommenden 6 Jahren stieg der türkische Leitindex erneut stark. Am 9. Juli 2007 schloss er mit 51.281,85 Punkten zum ersten Mal über der Grenze von 50.000 Punkten. Am 15. Oktober 2007 beendete er den Handel auf einem Rekordstand von 58.231,90 Punkten. Der Gewinn seit Juni 2002 liegt bei 575,0 Prozent. 
Im Verlauf der internationalen Finanzkrise, die im Sommer 2007 in der US-Immobilienkrise ihren Ursprung hatte, begann der ISE-100 wieder zu sinken. Ab Herbst 2008 wirkte sich die Krise zunehmend auf die Realwirtschaft aus. In Folge brachen die Aktienkurse weltweit ein. Am 20. November 2008 beendete der Index den Handel auf einem Tiefststand von 21.228,27 Punkten. Seit Oktober 2007 entspricht das einem Rückgang um 63,5 Prozent.
Der 20. November 2008 markiert den Wendepunkt der Talfahrt. Ab dem Herbst 2008 war der ISE 100 wieder auf dem Weg nach oben. Am 9. November 2010 schloss der Aktienindex auf einem Schlussstand von 71.543,26 Punkten. Seit dem Tiefststand im November 2008 beträgt der Gewinn 237,0 Prozent. Die Abschwächung der globalen Konjunktur und die Verschärfung der Eurokrise führten zu einem Kurseinbruch des türkischen Leitindex. Am 24. November 2011 beendete der Index den Handel bei 49.621,67 Punkten. Der Verlust seit dem Höchststand am 9. November 2010 beträgt 30,6 Prozent.
Die Ankündigung neuer Anleihekaufprogramme der Europäischen Zentralbank und der US-Notenbank in zunächst unbegrenztem Umfang führte zu einer Erholung der Kurse am Aktienmarkt. Die monetären Impulse spielten eine größere Rolle bei der Kursbildung, als die weltweite Wirtschaftsabkühlung und die Lage der Unternehmen. Am 9. Januar 2013 markierte der ISE 100 mit einem Schlussstand von 81.149,13 Punkten ein Allzeithoch. Der Gewinn seit dem Tiefststand am 24. November 2011 beträgt 63,5 Prozent.
Mit Wirksamkeit zum 27. Juli 2020 erfolgte ein erneuter Indexsplit im Verhältnis 100 zu 1. Damit wurde der Basiswert von 1986 auf 0,01 Punkt festgelegt.

### Höchststände
Die Übersicht zeigt die Allzeithöchststände des ISE 100.
|                   | Punkte   | Datum           |
| ----------------- | -------- | --------------- |
| im Handelsverlauf | 8,990.40 | 8. Februar 2024 |
| Schlusskurs       | 8,949.80 | 8. Februar 2024 |

### Jährliche Entwicklung
Die Tabelle zeigt die jährliche Entwicklung des ISE 100.
| Jahr | Schlussstand in Punkten | Veränderung in Punkten | Veränderung in % |
| ---- | ----------------------- | ---------------------- | ---------------- |
| 1985 | 0,01                    |                        |                  |
| 1991 | 0,44                    | 0,11                   | 34,18            |
| 1992 | 0,40                    | −0,04                  | −8,35            |
| 1993 | 2,07                    | 1,67                   | 416,56           |
| 1994 | 2,73                    | 0,66                   | 31,78            |
| 1995 | 4,00                    | 1,28                   | 46,84            |
| 1996 | 9,76                    | 5,76                   | 143,82           |
| 1997 | 34,51                   | 24,75                  | 253,65           |
| 1998 | 25,98                   | −8,53                  | −24,73           |
| 1999 | 152,09                  | 126,11                 | 485,42           |
| 2000 | 94,37                   | −57,72                 | −37,95           |
| 2001 | 137,83                  | 43,46                  | 46,05            |
| 2002 | 103,70                  | −34,13                 | −24,76           |
| 2003 | 186,25                  | 82,55                  | 79,61            |
| 2004 | 249,72                  | 63,47                  | 34,08            |
| 2005 | 397,78                  | 148,06                 | 59,29            |
| 2006 | 391,17                  | −6,60                  | −1,66            |
| 2007 | 555,38                  | 164,21                 | 41,98            |
| 2008 | 268,64                  | −286,74                | −51,63           |
| 2009 | 528,25                  | 259,61                 | 96,64            |
| 2010 | 660,04                  | 131,79                 | 24,95            |
| 2011 | 512,67                  | −147,38                | −22,33           |
| 2012 | 782,08                  | 269,42                 | 52,55            |
| 2013 | 678,02                  | −104,07                | −13,31           |
| 2014 | 857,21                  | 179,19                 | 26,43            |
| 2015 | 717,27                  | −139,94                | −16,33           |
| 2016 | 781,39                  | 64,12                  | 8,94             |
| 2017 | 1.153,31                | 371,92                 | 47,60            |
| 2018 | 912,70                  | −240,61                | −20,86           |
| 2019 | 1.144,25                | 231,55                 | 25,37            |
| 2020 | 1.476,72                | 332,47                 | 29,06            |
| 2021 | 1.857,65                | 380,93                 | 25,80            |
| 2022 | 5.509,16                | 3.651,51               | 196,57           |
| 2023 | 7.470.18                | 1.961,02               | 35,60            |